# 釜の下キャンプ場
釜の下キャンプ場（かまのしたキャンプじょう、Kamanoshita-campground）は、東京都式根島にあるキャンプ場である。

## 概要
釜の下キャンプ場は、釜の下海岸に隣接したキャンプ場。夏季に使用可能な大浦キャンプ場に対し、こちらは、春季（GWを除く）、秋季に利用可能なキャンプ場である。温泉や集落から近く、利便性の良いキャンプ場である。焼き場、水道、トイレが設置されている。2023年現在、新型コロナウイルス感染症のため使用不可能になっている。

## 釜の下海岸
岩場が多く、遊泳にはあまり向かないが、温泉が湧く。隣には石白川海水浴場がある。

## アクセス
野伏港から徒歩25分

## 周囲の施設
- 釜の下海岸 - 岩場が多く、温泉が湧く海岸
- 石白川海水浴場 - 島で一番大きな海水浴場
- 式根島港 - 野伏港が使えない際使われる港